# 1758 год в музыке

## События
- Публикация первого руководства по игре на гитаре на английском языке.
- Уильям Бойс становится органистом Королевской капеллы.
- Джованни Батиста Локателли представляет свои первые оперные спектакли в России. Среди членов труппы Локателли — братья Джузеппе и Винченцо Манфредини.
- Построено здание Национальной оперы Лотарингии.

## Классическая музыка
- Иоганн Михаэль Гайдн
  - Symphony No. 1 in C major
- Франц Йозеф Гайдн
  - Symphony No. 37 in C major
  - Piano Sonata Hob. XVI/9

## Опера
- Флориан Леопольд Гассман — Issipile.
- Кристоф Виллибальд Глюк — комические оперы «Остров Мерлина, или Светопреставление» (фр. L’île de Merlin, ou Le monde renversé)[1][2] и «Мнимая рабыня» (фр. La fausse esclave)
- Гаэтано Латилла[итал.] — героическая опера «Эцио» (итал. Ezio, либретто Метастазио).
- Антуан Довернь — лирическая трагедия «Эней и Лавиния» (фр. Énée et Lavinie) и опера-балет «Празднование Эвтерпы» (фр. Les fêtes d'Euterpe).
- Жан Жозеф де Мондонвиль — опера-балет «Праздник в Пафосе» (фр. Les fêtes de Paphos).

## Родились
- 7 февраля – Бенедикт Шак, австрийский оперный певец-тенор, композитор и дирижёр эпохи классицизма, близкий друг Моцарта (умер в 1826).
- 25 августа — Франц Тайбер, австрийский композитор, дирижёр и органист, член музыкальной династии Тайберов (умер в 1810).
- 25 сентября
  - Мария Анна Текла Моцарт, двоюродная сестра и корреспондент Вольфганга Амадея Моцарта (умерла в 1841).
  - Йозефа Барбара Ауэрнхаммер[нем.], австрийская пианистка и композитор (умерла в 1820).
- 7 октября — Пауль Антон Вайнберг (нем. Paul Anton Wineberger), немецкий виолончелист и композитор (умер в 1821).
- 11 декабря — Карл Фридрих Цельтер, немецкий композитор и музыкальный педагог. (умер в 1832).
- 31 декабря — Софи Хагман, шведская балерина, официальная любовница принца Фридриха Адольфа Шведского (1778—1793) (умерла в 1826).
- дата неизвестна — Глафира Ивановна Алымова, одна из первых русских арфисток, фрейлина Екатерины II, предмет увлечения Ивана Ивановича Бецкого (умерла в 1826).

## Умерли
- 28 января — Иоганн Пауль Шиффельхольц (нем. Johann Paul Schiffelholz), немецкий композитор эпохи барокко (род. в 1685).
- 22 марта — Ричард Леверидж, английский певец (бас) и композитор, автор многих популярных песен (род. в 1670).
- 24 апреля — Флориан Врастил (нем. Florian Wrastill), австрийский композитор и хормейстер, регент хора в котором некоторое время пел Гайдн.[3]
- 30 апреля — Франсуа Даженкур, французский композитор, клавесинист и органист (род. в 1684).
- Июнь — Джон Траверс[англ.], английский композитор, органист Королевской капеллы в Лондоне с 1737 по 1758 (род. в 1703).
- 4 октября — Джузеппе Антонио Брешианелло, итальянский композитор и скрипач (род. около 1690).
- 20 ноября — Юхан Хельмик Руман, шведский скрипач и гобоист, первый крупный композитор в истории Швеции (род. в 1694).
- 27 ноября — Сенезино (Франческо Бернарди), итальянский певец-кастрат, особенно знаменитый долгим сотрудничеством с композитором Георгом Фридрихом Генделем (род. в 1686).
- 5 декабря — Иоганн Фридрих Фаш, немецкий скрипач и композитор, капельмейстер принца Ангальт-Цербстского (род. в 1688).
- предположительно — Санто (Санктус) Серафин (итал. Santo (Sanctus) Seraphin), итальянский скрипичный мастер (род. в 1699).[4]